# Miloševac (Modriča)
Miloševac (szerbül: Милошевац), település Bosznia-Hercegovinában, Modriča községben, a Szerb Köztársaság északi régiójában. 1945- től Bosanski Miloševacnak hívták, míg 1992-ben vissza nem kapta a régi Miloševac nevet.

## Fekvése
A település Bosznia-Hercegovina északi részén, Dobojtól légvonalban 37, közúton 55 km-re északkeletre, községközpontjától légvonalban 8, közúton 11 km-re északkeletre, a Szávamenti síkság részét képező Miloševaci-mezőn, 93-97 méteres magasságban fekszik. A falu  forgalmas Modriča - Šamac úton fekszik , amely a Bijeljina - Banja Luka főút része. A falu nagyon kedvező földrajzi fekvésű: körülbelül 2 km-re fekszik a Boszna folyó jobb partjától, amelynek völgye a Bosna és a Száva folyók torkolatától 12. km-re meglehetősen termékeny, de a Boszna-folyó instabil medre miatt gyakran áradásoknak van kitéve. Maga a talaj fiatal és üledékes rétegekből áll, amelyek a Pannon-tenger, majd a Boszna folyóba ömlő patakok lerakódásaiból képződtek. A lerakódás során vastag agyag-, homok- és márgarétegek is felhalmozódtak. A talaj sík, termékeny és nagyon alkalmas mezőgazdasági növények, különösen búza és kukorica, valamint zöldségfélék termesztésére, amivel a helyi lakosság elsősorban foglalkozik. A Boszna-folyó gyakran változtatta medrét, miközben átfolyt Miloševacon. Az egyik legnagyobb mederváltozást ezen a területen 1630 és 1750 között jegyezték fel, amikor a Boszna körülbelül 2 km-re keletre változtatta medrét. A folyó gyakran változtatta medrét, termékeny talajt és már bevetett földek részeit szállította el, de visszahúzódása után termékeny üledéket, rengeteg hasznosítható homokot és nagyon jó minőségű kavicsot is hátrahagyott, amelynek kiaknázása állandó és jövedelmező.

## Éghajlata
A Miloševacot is magában foglaló terület éghajlata kontinentális, amint azt a csapadék mennyisége, a hőmérsékleti amplitúdók, az őszi hőmérsékletek valamivel magasabbak a tavaszinál. Az éves átlaghőmérséklet 11,5  °C. A területre északnyugati, északi és nyugati szelek jellemzőek. 

## Népessége
| Nemzetiségi csoport | Népesség 1991 | Népesség 2013 |
| ------------------- | ------------- | ------------- |
| Szerb               | 1637          | 1335          |
| Bosnyák             | 0             | 1             |
| Horvát              | 5             | 13            |
| Jugoszláv           | 71            | 3             |
| Egyéb               | 22            | 15            |
| Összesen            | 1735          | 1366          |

## Története
A legenda szerint a mai falu területén élt egy bizonyos Miloš, aki nagyon gazdag volt. Egy nap Miloš elment a modričai piacra, és amikor elhaladt egy cigányasszony mellett, akitől síró gyermeke tejet kért, mert éhes volt, a cigányasszony így szólt a gyermekhez: „Én nem fejek 99 tehenet, mint Miloš Miloševacon és Živko Živkovo Poljén.” Ezt meghallva Miloš, amint hazaért, megkérdezte a családot, hogy hány tehenük van. Amikor azt mondták neki, hogy 99 tehenük van, azt gondolva, hogy nem jó jel, hogy egy cigányasszony tudja, hány tehene van, amikor ő maga sem tudja, úgy döntött, hogy elköltözik. Így hát Miloš elköltözött, de családjának egyik tagja ott maradt, és a falut Milošról Miloševacnak nevezték el.
Nem ismert pontosan, hogy mikor keletkezett a falu. A falu nevének első említéséről sincs információ, míg Modričát folyóként már 1244-ben, Modričát településként 1323-ban, a dobori erődöt és néhány más Modriča környéki falut pedig már 1640-ben, 1673-ban és 1711-ben említik. Gustav Bodenstein „A posavinai települések története az 1718–1739 közötti években” című munkájának illusztrált kiegészítése egy térkép, amely a Bosznia-Hercegovinai Nemzeti Múzeum Közlönyének 19. számában jelent meg Szarajevóban. Itt látható, hogy a mai falu területén egy Miloševo selo nevű település volt, és a térkép jelezte, hogy templom is volt a faluban. A falu nevéről nem esik szó azokban a történelmi forrásokban és dokumentumokban sem, amelyek a 19. századi posavinai parasztlázadásokról és felkelésekről szólnak. Milenko Filipović „Modrica és környéke adóköteles szerbjeinek listája 1851-ben” című művében fel van sorolva összes falu, beleértve Miloševacot is, amelyek a Gradačaci járáshoz, az egyházi területi beosztásban pedig a Zvorniki egyházmegyéhez tartoztak. A mű adatai szerint Miloševacon ekkoriban 132 háztartás és 261 adóköteles személy volt. Eszerint Miloševac nagyon népes volt, bár a lakosok pontos száma nem ismert. Modrica és Gradačac környékének egyik legnépesebb települése volt. Abban az időben a szövetkezeti életmód volt jellemző, amelyet az jellemzett, hogy a közeli rokonok szövetkezetekben tömörültek, és voltak „igazi” szövetkezetek is - amikor testvérek, nagybácsik és unokatestvérek éltek a közösségben (együtt); valamint „apa” szövetkezetek, amikor az apa a házas fiaival él a közösségben. A lakosság egyharmada szövetkezeti kapcsolatokban élt a második világháború kezdetéig, amikor a szövetkezeti kapcsolatok eltűntek.
A szerb lakosságú település 1878-ig tartozott az Oszmán Birodalomhoz. Ekkor a berlini kongresszus határozata alapján az Osztrák-Magyar Monarchia része lett. 1879-ben az első osztrák-magyar népszámlálás során a Gradačaci járáshoz településnek, 130 háztartása és 812 ortodox lakosa volt. 1910-ben a Gradačaci járáshoz tartozó településen 197 háztartást, 1261 ortodox és 3 római katolikus lakost találtak. Úgy tartják, hogy körülbelül 200 falusi vett részt az első világháborúban, akiknek többsége nem tért vissza otthonába. A monarchia szétesésével 1918-ban előbb a Szerb-Horvát-Szlovén Királyság, majd 1929-től a Jugoszláv Királyság része lett. 1921-ben a Gradačaci járáshoz tartozó településnek 1262 lakosa volt, mind ortodox szerbek voltak. Az 1929-es törvény értelmében, amikor Bosznia-Hercegovinát négy banovinára, Drinskára, Vrbaskára, Zetskára és Primorskára osztották, a település a Vrbaska banovina (Orbászi Bánság) része lett, amelynek székhelye Banja Luka volt. 1939-ben a közigazgatás átszervezésével a Hrvatska banovina (Horvát Bánság) része lett. A második világháború előtti időszakban Miloševacban különösen hangsúlyos volt a megoldatlan agrárkérdés. Ami a politikai életet illeti, két párt befolyása érződik: a Mezőgazdasági Párt és a Radikális Párt. Régen a házak többsége vályogból épült, és csak később jelent meg a tégla.
A második világháborúban Jugoszlávia megszállása után a Független Horvát Állam (NDH) része lett. Az usztasák 1944. december 30-án tömeges mészárlást hajtottak végre Miloševac és Kruškovo Polje falvakban. Azon a napon, amint leszállt az est az usztasák körülvették és megostromolták a falut. Mindenfelé a lövedékek, bombák süvítettek és géppuskákkal lőttek. A félelemtől megőrült emberek minden irányba menekültek. Az usztasák mindenkit megöltek, akivel csak találkoztak. A második világháború után 1992-ig a település a szocialta Jugoszlávia keretében a Bosznia-Hercegovinai Népköztársaság része volt. A boszniai háborút lezáró daytoni békeszerződés rendelkezése alapján az ország területét felosztották a Bosznia-hercegovinai Föderáció és a boszniai Szerb Köztársaság között. A békeszerződés utáni területmegosztási megállapodás értelmében a település a Boszniai Szerb Köztársasághoz került.

## Gazdaság
Miloševac lakói régen is főként mezőgazdasággal és állattenyésztéssel foglalkoztak. A falu egy olyan területen feküdt, ahová a megfelelő legeltetésnek köszönhetően a hegyvidékekről, Montenegró és Hercegovina dombjairól, Ó-Szerbiából és Dalmáciából érkező pásztorok teleltek át. Miloševac lakosainak többsége ma is mezőgazdasággal foglalkozik, kisebb részük pedig vállalatoknál dolgozik vagy üzletember.

## Oktatás
Mitra Papić „A szerb iskolák története Bosznia-Hercegovinában” című művében azt találjuk, hogy Miloševac faluban 1855-ben már működött iskola, és hogy 1891-ben az iskolában egy tanár és 39 diák volt. Az iskola az egyházi iskolai tanács felügyelete alatt állt, és a munkába álló tanárok az állami hatóságok keretein kívül tárgyaltak a fizetésről a helyi lakossággal. A megállapodás szerint a tanár köteles volt a gyermekeket írás-olvasásra és vallási nevelésre tanítani, és vasárnaponként templomba vinni őket a liturgiára. Az 1930-ban épült iskolát 1998-ban újították fel, és ma is használatban van.

## Sport
FK Posavina Miloševac labdarúgóklub

## Nevezetességei
Szent Miklós tiszteletére szentelt ortodox temploma. A templom építése 1903-ban kezdődött és 1906-ban fejeződött be. A Zvornik-Tuzla egyházmegyéhez tartozik. A templomot 1906 szeptemberében szentelte fel Grigorij Živković akkori püspök. A plébániaház a templommal egy időben épült. A templom a második világháború alatt, 1945-ben megrongálódott, különösen az oltár szenvedett súlyos károkat. A háború után azonnal megkezdődtek a felújítások. 1965-ben Miloševacot heves ciklon sújtotta. Sok ház és a templom is megrongálódott, különösen a tető. 1985 óta folytatódnak a templom felújításai és fejlesztései, amely az 1992-1995-ös háború alatt az épület ismét jelentősen megrongálódott.

## Fordítás
- Ez a szócikk részben vagy egészben  a(z)   Милошевац (Модрича) című szerb Wikipédia-szócikk ezen változatának fordításán alapul.  Az eredeti cikk szerkesztőit annak laptörténete sorolja fel. Ez a jelzés csupán a megfogalmazás eredetét és a szerzői jogokat jelzi, nem szolgál a cikkben szereplő információk forrásmegjelöléseként.